# 大坂俊介
大坂 俊介（おおさか しゅんすけ、1982年6月6日 - ）は、日本の元俳優、歌手。元ジャニーズJr.。元7teenグループ所属。

## 略歴
- 1994年10月16日、当時12歳（小学6年）の時、ジャニーズ事務所に入所。同期は大野智、町田慎吾。
- 1998年、ジャニーズJr.ブームが巻き起こり、滝沢秀明、今井翼、小原裕貴らと並び、トップクラスのジュニアとして活動。その中でもセンターを務めるようになる。番組でも前列にいることが多かった。
- 1999年、前年11月10日に未成年ながら同じ事務所の他タレント数人と共に飲酒・喫煙していた写真を写真週刊誌『フライデー』に掲載されたことが契機となり、ジャニーズ事務所を解雇された。この処分に不満を持ったファンにより解雇取り消しの署名運動が起こるなど当時世間を賑わせた。
- その後はソロ活動を経て、2003年にダンスユニット『DIAMOND☆DOGS』を結成するが、持病の椎間板ヘルニアの悪化に伴い、「治療に専念するため」として2006年5月13日付でDIAMOND☆DOGSを脱退した。
- DIAMOND☆DOGS脱退後は、7teenグループに所属。
- ここ最近は、舞台での活動の他に、GyaOの一周年記念ドラマ「私の頭の中の消しゴム」（製作：宇野康秀）等に出演。
- 2008年には、劇団「東京豪華」の作品に主演する。
- 寺西一浩の「新宿ミッドナイトベイビー」の映画化決定に伴い、映画主演が決定した（同年公開）。
- 2009年4月1日23:50に、森山花奈との結婚報告をブログでしたが、翌日、関連企業のPRによるエイプリルフール企画である事を報告した。
- 2009年4月15日 アメーバスタジオ「イケメン塾」ゲスト出演（MCは吉本興業のCOWCOW／2009年5月28日 BS11にて放送）
- 2009年6月 - テレビ神奈川「キッズナビゲーション」（毎週月曜 午前8時）レギュラー出演
- ローソン限定発売DVD「探偵白書」主演
- 2009年7月23日 - 27日舞台版「新宿ミッドナイトベイビー」に、芸能生活15周年を記念して特別出演する。
- 映画『白日夢』（原作：谷崎潤一郎、監督：愛染恭子）に出演（2009年9月12日公開・配給：アートポート）、当作品では監督の演出方法の下、前張りを着けずに裸のシーンやセックスシーンに挑むなどこれまでの作品とは違った役どころを開拓した。
- 映画『Re:Play-Girls〜幻影学園』（監督：Yuki Saito〜齊藤勇貴〜・共演：外岡えりか、佐武宇綺、小泉麻耶、三浦萌、他）2010年公開。
- 舞台版「新宿ミッドナイトベイビー2010」に出演予定であったが体調不良で降板、その後所属事務所を退所している。
- 2017年2月21日 - ファンからのリクエストを受け Twitterアカウントを開設。現在では年に1〜2回の近況報告がアップされ話題となっている。

## プロフィール
- 身長・体重 178cm・62kg
- 血液型 O型
- 出身地 神奈川県横浜市金沢区
- 趣味 映画・音楽鑑賞、ビリヤード、ゲーム、カラオケなど

## Jr.時代の参加ユニット
- J-Eleven
- ミラクルスリー
- TOKYO
- 少年新撰組

## テレビ出演

### バラエティ番組・歌番組
- 愛LOVEジュニア（1996年 - 1998年、テレビ東京）
- ミュージック・ジャンプ（1997年 - 1998年、NHK BS2）
- めちゃイケSP「岡村オファーがきましたシリーズ」（1997年、フジテレビ）
- SHOW-NEN J（1997年 - 1998年、朝日放送）
- 8時だJ（1998年 - 1999年、テレビ朝日）
- Gyu!と抱きしめたい!（1998年、日本テレビ）
- ミュージックステーション（1995年 - 1998年、テレビ朝日）※主にKinKi Kids、V6など先輩グループのバックダンサーとして。ジャニーズJr.単独での初出演は1997年。

### ドラマ
- ハルモニア この愛の涯て（1998年、日本テレビ）東野健志 役
- BOYS BE…Jr. 第2回主演「キミと密かに以心電信！」（1998年、日本テレビ）エツオ 役
- BOYS BE…Jr. 第6回「イミテーションカップル」（1998年、日本テレビ）正樹 役
- BOYS BE…Jr. 第7回「お邪魔DEカップル5×5」（1998年、日本テレビ）
- BOYS BE…Jr. 第10回「イケてる男 大改造計画」（1998年、日本テレビ）
- BOYS BE…Jr. 第11回「初めての疑惑！？」（1998年、日本テレビ）タクヤ 役
- 明日を抱きしめて（2000年、日本テレビ）石田博 役
- FBS感動ドラマスペシャル 家族って何？（2001年、福岡放送）潤 役
- 怒る相談室長 大岡多聞の事件日誌 <共演／みのもんた>（TBS）
- 私の頭の中の消しゴム アナザーレター（インターネットテレビGyaO）

### ドキュメンタリードラマ
- ルビコンの決断（テレビ東京：2009年10月29日放送／山口鉄也役）

## 舞台
- リボンの騎士劇団スターキャスト公演 脚本・演出/星 要市
- 英國少年園
- DECADANCE
- OINARI浅草ギンコ物語
- ミュージカル・森は生きている
- ボーイズレビュー（フジテレビ後援／2006年6月20日→25日・東京芸術劇場）
- 寺西一浩演出による朗読シリーズ第1弾〜芥川龍之介を読む〜（銕仙会能楽研修所／2006年10月21日 - 22日）
- クロスセンス（日本テレビ主催／2007年1月27日 - 28日）
- ブロードウェイミュージカル〜サウンド・オブ・ミュージック〜（2007年7 - 8月／東京・名古屋・大阪／ロルフ役で出演）
- 新宿ミッドナイトベイビーに、芸能生活15周年を記念して特別出演。(2009年7月23日 - 27日/新宿シアターサンモール)

## 映画
- ヘヴンズ・ドア 殺人症候群（2002年公開）
- 十七歳（2002年公開、配給：パル企画）渡瀬勝男 役
- URISEN 〜新宿ミッドナイトベイビー〜 主演（2008年公開）
- 白日夢（2009年9月12日公開、配給：アートポート）
- Re:Play-Girls リプレイガールズ（2010年公開）実原（自殺案内人） 役

## 歌手としての活動
- ジャック・ブレルは今日もパリに生きて歌っている（2006年9月29日 - 10月9日／サンシャイン劇場）
- 第59回秦野たばこ祭スペシャルステージ（主演／2006年9月24日）
- 第39回サマージャズ出演（社団法人日本音楽家協会主催／日比谷公会堂）
- ポピュラー音楽祭 in 日比谷（2007年1月14日／社団法人日本音楽家協会主催／日比谷公会堂）出演
- 豊島公会堂チャリティーコンサートゲスト出演（2007年11月26日／7teenグループ・株式会社島半 協賛）